# Marquage d'une route de rase campagne en France
Le marquage d'une route de rase campagne en section courante en France, c’est-à-dire hors points singuliers et hors intersections, est le suivant :
- la ligne axiale discontinue de guidage est du type T1 et de largeur 2u
- les lignes de rive sont de type T2 et de largeur 3u sur routes à 2, 3 ou 4 voies[1] et de type T4 sur autoroute[2].

## Conditions de marquage
Les critères principaux à prendre en compte pour juger de l'opportunité de la mise en place du marquage sont le trafic et la largeur de la chaussée.

### Conditions de largeur
Quand la largeur de chaussée est inférieure à 5,2 m et ne permet donc pas de réserver deux voies de 2,6 m au moins, il est déconseillé de réaliser un marquage axial.
De même quand la largeur de chaussée est inférieure à 6,60 m, il est déconseillé de faire un marquage de rive, ce qui correspond à deux voies de 3 mètres de largeur.

### Conditions de visibilité et points singuliers
Il est en outre fortement recommandé de tracer une ligne axiale de guidage dans les zones où le brouillard est très fréquent.
Sur les routes où le marquage en section courante n'a pas été jugé opportun, il est possible de ne marquer que les points singuliers.

## Types de marques utilisées
Les marques utilisées sont des lignes discontinues de type T1 en axe et T2 ou T4 en rives.

Lignes discontinues de type T1

## Marquage d’une route à deux voies
Le schéma de marquage est le suivant.

Marquage d’une route à 2 voies de largeur supérieure à 6,60 m

## Marquage d’une route à trois voies
En rase campagne, peuvent être considérées comme chaussées normalement exploitables à trois voies, les chaussées dont la largeur entre les lignes de rives est au moins de 10,50 m
Le schéma de marquage est le suivant.

Marquage d’une route à 3 voies de largeur supérieure à 10,50 m

## Marquage d’une route à quatre voies
En rase campagne la création de routes à quatre voies n'est pas souhaitable. Sur des voies existantes, une mise à 4 voies peut être tolérée à partir d’une largeur totale de 12 m. La ligne axiale est alors continue de largeur 5u.
Si la largeur de la chaussée entre lignes de rives est supérieure à 13 m, on constitue, sauf cas particulier, une zone centrale marquée de deux bandes de largeur 3u séparées de 6u au moins. Selon la largeur disponible, des hachures complémentaires sont conseillées ; il faut alors laisser un espace non peint de largeur 2u entre les lignes continues et les hachures. 
Les lignes discontinues de délimitation de voies sont de type T1 de largeur 2u.

Marquage d’une route à 4 voies

## Marquage d’une route à 2x2 voies
À partir d’une largeur de 13,50 m entre rives de chaussée, une zone centrale de séparation des sens de circulation de largeur supérieure à 1,5 m peut être créée. Il est alors recommandé d'utiliser la zone centrale pour séparer physiquement les deux sens de circulation avec des dispositifs de sécurité. Les lignes de délimitation du terre-plein central sont continues de largeur 3u.

Marquage d’une route à 2x2 voies

## Marquage d’une autoroute
Les lignes de délimitation de voies sont de type T1 de largeur 2u.
Les lignes de rives séparant la voie de droite de la bande d'arrêt d'urgence sont de type T4 en section courante. La modulation de cette marque permet un rappel de l’espacement que les usagers doivent laisser entre leurs véhicules.
Sur les bretelles de raccordement, elles sont de type T’3 et de largeur 3u. En l’absence de bande d’arrêt d’urgence, la ligne de rive est continue de largeur 3u.

Marquage d’une autoroute